# Ga Yeouinaru
Ga Yeouinaru (Tiếng Hàn: 여의나루역, Hanja: 汝矣나루驛) là ga tàu điện ngầm trên Tàu điện ngầm vùng thủ đô Seoul tuyến 5 ở Yeouido-dong, Yeongdeungpo-gu, Seoul, Hàn Quốc. Do phải vượt sông Hán bằng đường hầm sâu chứ không phải cầu đường sắt với độ sâu của nhà ga là 37,08 mét so với mực nước biển.

## Lịch sử
- 31 tháng 12 năm 1996: Bắt đầu kinh doanh với việc mở rộng đoạn giữa Ga Yeouido ~ Ga Wangsimni trên Tàu điện ngầm Seoul tuyến 5.

## Bố trí ga
| Yeouido ↑  |
| E/B W/B \| |
| ↓ Mapo     |

| Hướng Tây  | ●Tuyến 5 | ← Hướng đi Yeouido · Văn phòng Yeongdeungpo-gu · Sân bay Quốc tế Gimpo · Banghwa |
| Hướng Đông | ●Tuyến 5 | → Hướng đi Gongdeok · Gwanghwamun · Hanam Geomdansan · Macheon →                 |

## Xung quanh nhà ga
| Lối ra \| 나가는 곳 \| Exit \| 出口 | Lối ra \| 나가는 곳 \| Exit \| 出口 |
| ----------------------------------- | --- |
| 1                                   | Công viên Yeouido Trụ sở KEPCO Nam Seoul Hướng đi Toà nhà Quốc hội Hàn Quốc Hướng đi KBS Nhà thờ Yoido Full Gospel Trụ sở Tổng công ty bảo hiểm y tế Quốc gia khu vực Seoul LG Tower The Hyundai Seoul Parc1 Tower |
| 2                                   | Cầu Mapo Công viên Yeouido Hangang Hướng đi bến du thuyền |
| 3                                   | Hướng đi Cầu Wonhyo Bến phà Yeouido Urikkotdongsan Trung tâm Thông tin Công viên Yeouido Hangang |
| 4                                   | Toà nhà 63 Đại học Công giáo Yeouido Bệnh viện St. Mary's Trường Trung học Yeouido Trường Trung học cơ sở Yeouido Trường Trung học nữ sinh Yeouido Trường Tiểu học Yeouido                                         |

## Hình ảnh

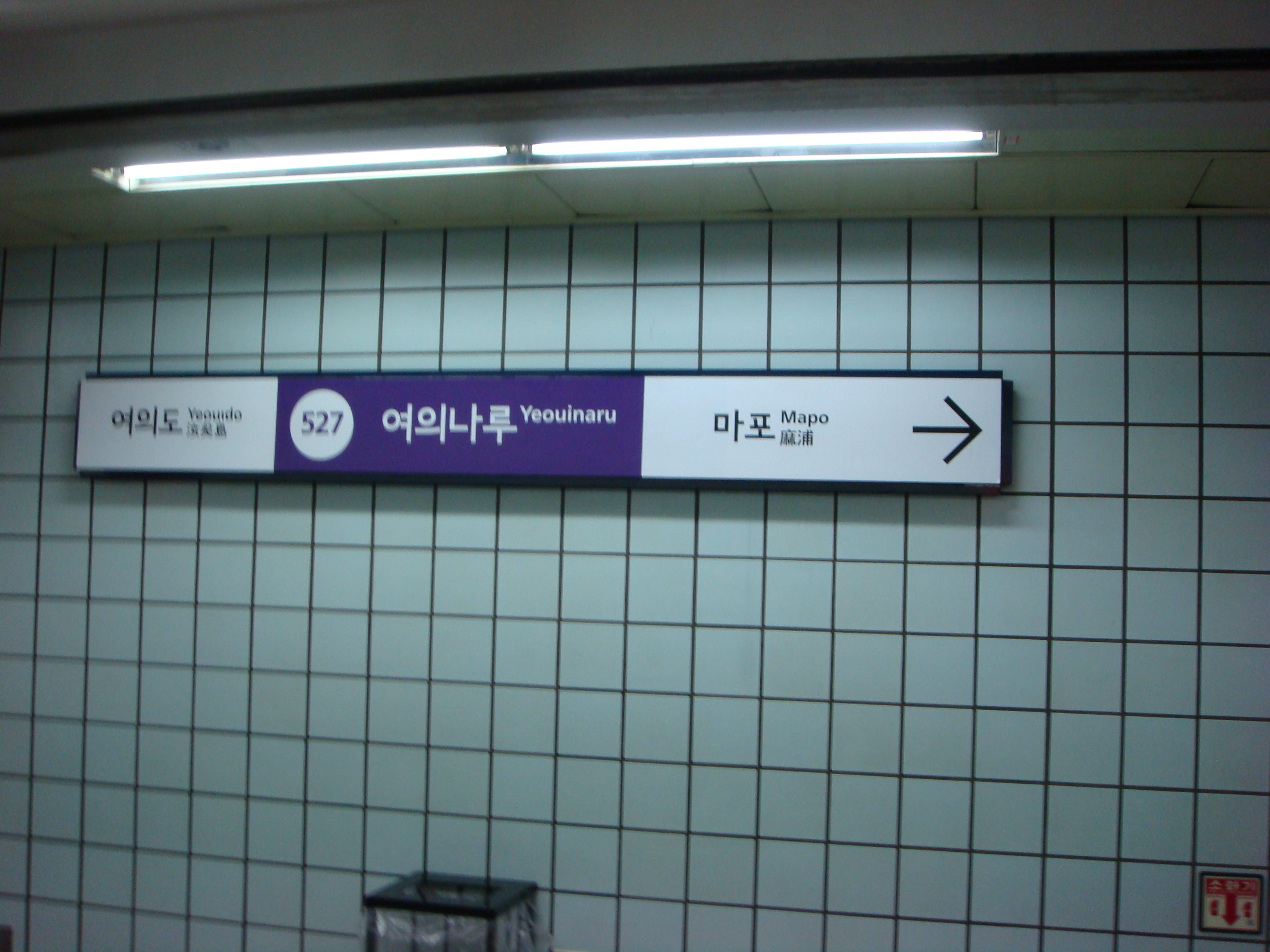
Bảng tên ga hướng đi Hanam Geomdansan·Macheon
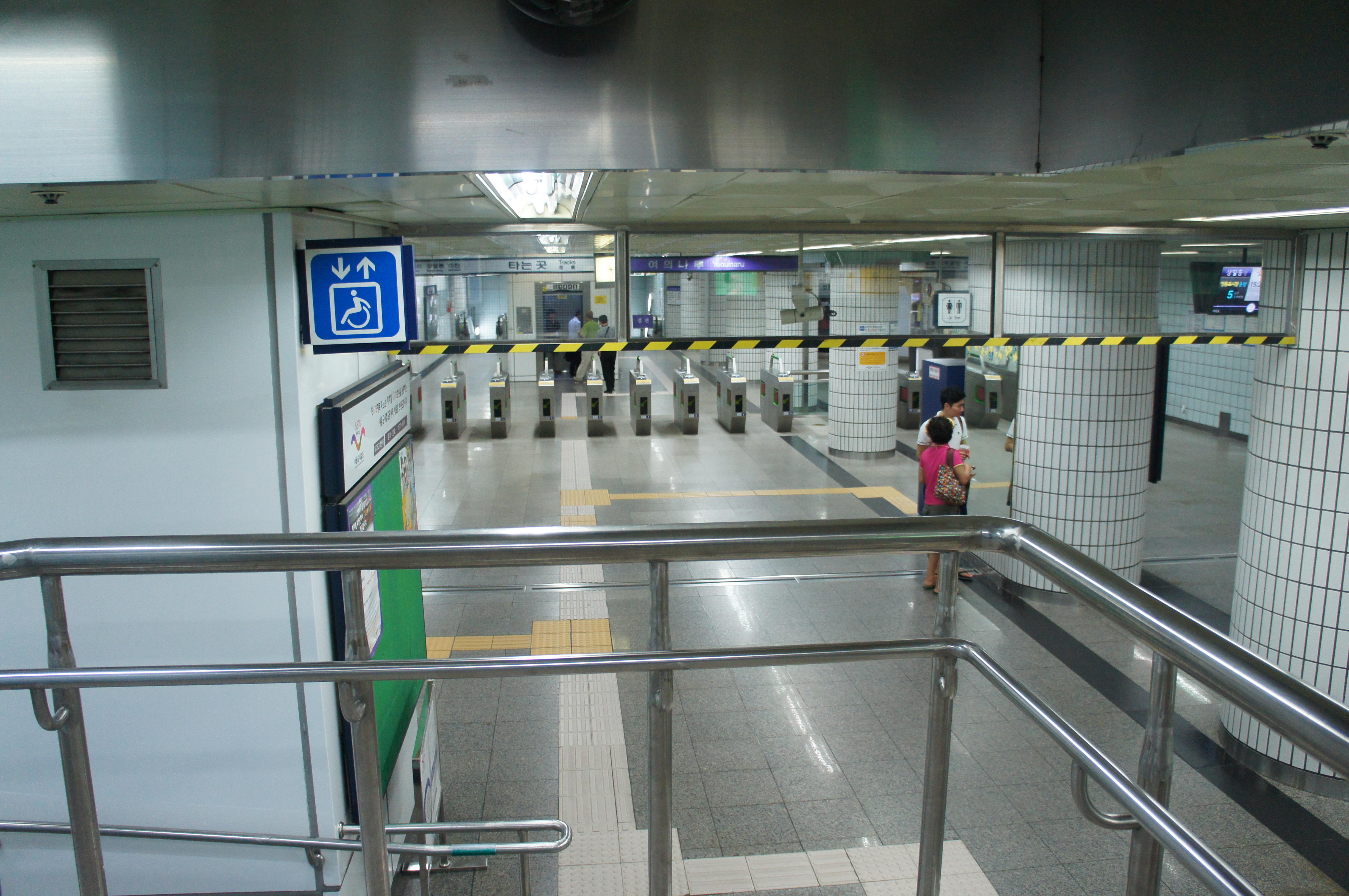
Phòng chờ
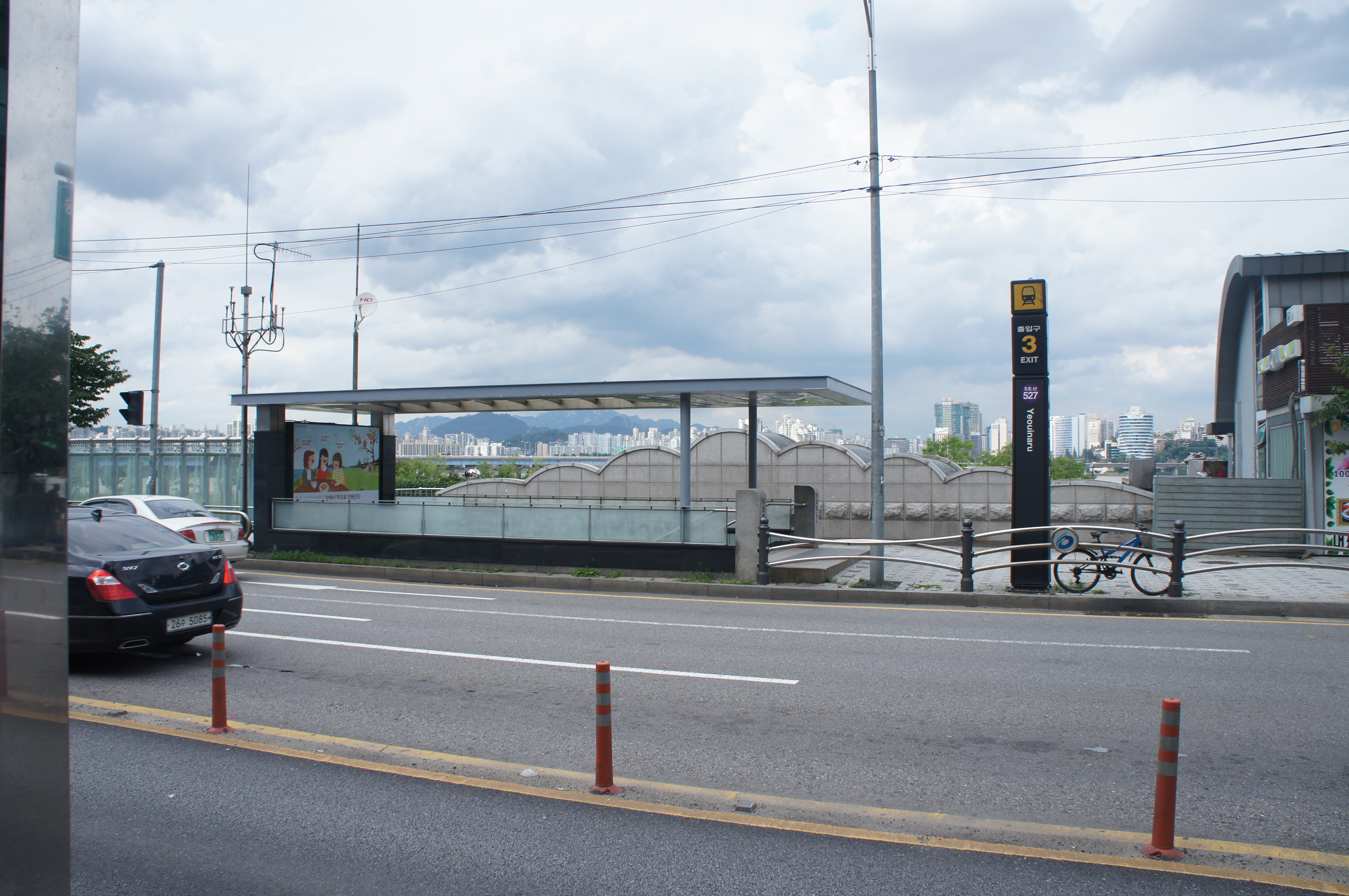
Lối ra số 3
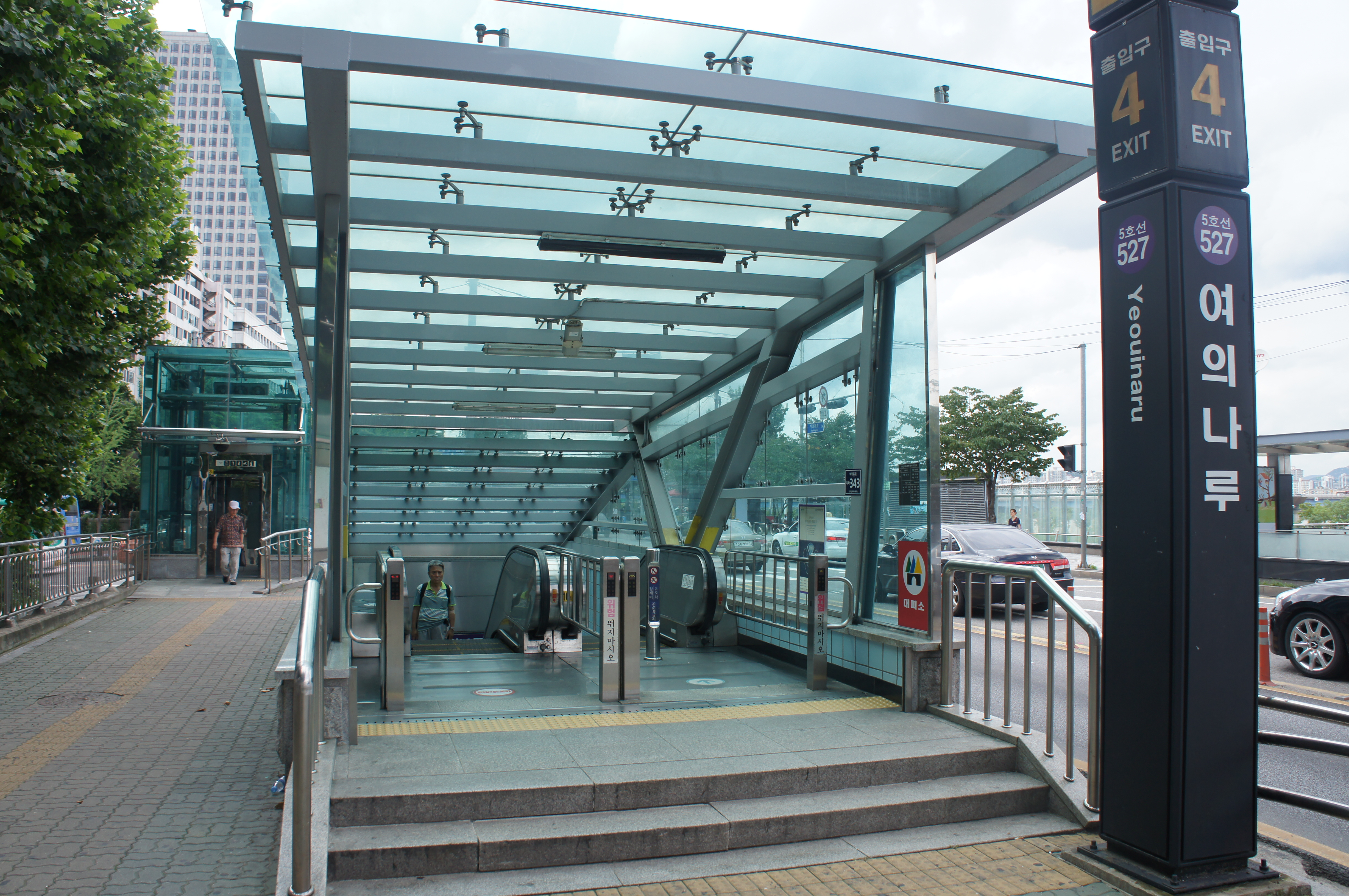
Lối ra số 4